# نردين كسواني
نيردين كسواني (مواليد 1993/1994) هي ناشطة ومنظمة فلسطينية أمريكية. وهي إحدى مؤسسي منظمة في حياتنا ورئيستها، وهي مجموعة ناشطة مؤيدة لفلسطين في مدينة نيويورك. خلال الحرب على غزة قادت أو ألقت نردين كلمات في العديد من الاحتجاجات في مدينة نيويورك، بما في ذلك معسكر طلاب جامعة كولومبيا والاحتجاجات ضد اعتقال محمود خليل. تعتبر ناشطة مؤثرة، ويُنسب إليها إلهام الاحتجاجات ضد الحرب على غزة في الولايات المتحدة، بما في ذلك الاحتجاجات الطلابية. وباعتبارها طالبة في جامعة مدينة نيويورك، شاركت أيضًا في النشاط المؤيد لفلسطين؛ حيث شغلت مناصب قيادية في حركة طلاب من أجل العدالة في فلسطين، وقادت الاحتجاجات، ونظمت بنجاح الطلاب للتصويت لصالح قرار سحب الاستثمارات.

## النشأة
عائلة نردين لاجئة من بلدة بيت إكسا الفلسطينية. وذكرت نردين أنها استمعت إلى قصص جدتها عن مغادرة فلسطين سيرًا على الأقدام أثناء النكبة. ولا يزال بعض أفراد عائلتها يعيشون في الضفة الغربية. وُلِدت نردين في الأردن عام 1994 لكنها نشأت في باي ريدج، بروكلين، التي تضم جالية فلسطينية كبيرة. درست في مدرسة إسلامية ثم في مدرسة حكومية. وفقًا لنردين، فقد عانت من الإسلاموفوبيا في المدرسة، بما في ذلك وصفها بالإرهابية.

## النشاط الطلابي في جامعة مدينة نيويورك

### المرحلة الجامعية
درست نردين كسواني حقوق الإنسان والعلاقات الدولية في جامعة مدينة نيويورك (CUNY)، وحضرت الفصول الدراسية في كلية ستاتن آيلاند وكلية هانتر. في عام 2015، شاركت في تأسيس منظمة طلاب مدينة نيويورك من رس جامعة مدينة نيويورك. بسبب نشاطها مع طلاب من أجل العدالة في فلسطين في مدينة نيويورك، منعتها قوات الاحتلال الإسرائيلية من زيارة عائلتها في الضفة الغربية في يونيو 2015. وقد أرجعت دافعها لنشاطها إلى رغبتها في العودة إلى فلسطين. وفي وقت لاحق من ذلك العام، نشرت نردين ومنظمة طلاب من أجل العدالة في فلسطين في مدينة نيويورك مقالاً انتقدت فيه الناشطين المؤيدين للفلسطينيين لاستخدامهم مقاطعة إسرائيل وسحب الاستثمارات منها وفرض العقوبات عليها (BDS) كتكتيك أساسي، ووصفوا حركة المقاطعة وسحب الاستثمارات وفرض العقوبات بأنها «أداة في صندوق أدوات، وليست صندوق الأدوات نفسه». انتقدت حركة المقاطعة وسحب الاستثمارات وفرض العقوبات (BDS) وحركة طلاب من أجل العدالة في فلسطين الوطنية المقال.
في احتجاج على زيادة الرسوم الدراسية في نوفمبر/تشرين الثاني 2015، قادت نردين الطلاب في الهتاف: «الصهاينة خارج جامعة مدينة نيويورك!». وقد ورد هذا الشعار في رسالة موجهة إلى إدارة الجامعة من المنظمة الصهيونية الأمريكية، تتهم فيها طلاب من أجل العدالة في فلسطين بمعاداة السامية. وفقًا لنردين، فإن الهتاف يمثل معارضة للصهيونية كأيديولوجية ولم يؤيد طلاب من أجل العدالة في فلسطين حظر أي طالب من جامعة مدينة نيويورك. في تحقيق لاحق، وجدت جامعة مدينة نيويورك أن من حركة أجل العدالة في فلسطين غير مذنبة بمعاداة السامية، لكن نردين أرجعت الفضل في تقويض النشاط المؤيد لفلسطين في جامعة مدينة نيويورك إلى التحقيق. أنهت نردين درجة البكالوريوس في جامعة مدينة نيويورك في يونيو 2016.

### كلية الحقوق
كطالبة في كلية الحقوق بجامعة مدينة نيويورك، شغلت نردين منصب رئيسة فرع من أجل العدالة في فلسطين. بالتعاون مع من أجل العدالة في فلسطين وجمعية طلاب القانون اليهود، نجحت نردين في تنظيم الطلاب للتصويت ضد قرار يدعم تعريف التحالف الدولي لإحياء ذكرى الهولوكوست لمعاداة السامية. وفقًا لموندويس، ساعدت نردين في تمرير قرار طلابي يدعو كلية الحقوق بجامعة مدينة نيويورك إلى سحب الاستثمارات من إسرائيل؛ وقد أيد أعضاء هيئة التدريس القرار لاحقًا. بالإضافة إلى ذلك، واصلت تنظيم الاحتجاجات والأنشطة الأخرى من خلال مجموعتها في حياتنا. انتخبت نردين كسواني لتكون متحدثة في حفل تخرج دفعة 2022، حيث انتقدت في خطابها الولايات المتحدة وإسرائيل بالإضافة إلى رد فعل جامعة مدينة نيويورك على الصراع الإسرائيلي الفلسطيني.

#### الاستجابة
انتقدت منظمة تدعى سيف كيوني (بالإنجليزية: SAFE CUNY) قانون جامعة مدينة نيويورك للسماح لنردين بإلقاء خطاب التخرج، زاعمة أن جامعة مدينة نيويورك غير آمنة لليهود. قامت كلية الحقوق بجامعة مدينة نيويورك في وقت لاحق بإزالة تسجيل خطاب نردين من موقعها على الإنترنت وتوقفت عن السماح للطلاب باختيار المتحدثين في حفل التخرج. ردًا على قرارات حركة المقاطعة وسحب الاستثمارات وفرض العقوبات، قامت عضوة مجلس المدينة إينا فيرنيكوف بإلغاء التمويل المخصص لعيادة قانونية مجانية تابعة لجامعة مدينة نيويورك وانتقدت نردين في إعلانها عن التخفيضات.
صرحت نردين بأنها تعرضت للمضايقات والتهديدات بالقتل بسبب نشاطها المؤيد لفلسطين منذ التحاقها بكلية الحقوق بجامعة مدينة نيويورك ‏. وقالت إنها تلقت رسائل إلكترونية ومكالمات هاتفية من أشخاص اتهموها بمعاداة السامية. ذكرت صحيفة نيويورك تايمز أن إدارة كلية الحقوق بجامعة مدينة نيويورك تلقت عددًا كبيرًا جدًا من رسائل البريد الإلكتروني التي تطالب بمعاقبتها. يبدو أن رسائل البريد الإلكتروني تم تنظيمها إلى حد كبير من قبل أكت.إل، وهو تطبيق يعطي مهام للمستخدمين لمحاربة ما يعتبره معاداة للسامية. أُنشئ أكت.إل من قبل ضباط استخبارات إسرائيليين سابقين، ووفقًا لموندويس، تم تمويلهم جزئيًا من قبل الحكومة الإسرائيلية. أعربت العديد من المنظمات بما في ذلك منظمة فلسطين القانونية وجمعية طلاب القانون اليهود بالمدرسة عن دعمها لنردين. في عام 2021، وجدت كلية الحقوق بجامعة مدينة نيويورك أن نردين لم تنتهك أي قواعد وأصدرت بيانًا لدعم حريتها بالتعبير.

## في حياتنا
في عام 2018، تم تغيير اسم منظمة طلاب مدينة نيويورك من أجل العدالة في فلسطين إلى «في حياتنا» (WOL). تنظم منظمة في حياتنا مسيرات مؤيدة لفلسطين، بما في ذلك مسيرة يوم النكبة السنوية في باي ريدج، بروكلين، واحتجاجات الحرب على غزة التي أدت إلى إغلاق حركة المرور والنقل في مدينة نيويورك. تتحدث نردين عادة في احتجاجات منظمة في حياتنا وتم اعتقالها عدة مرات. قادت العديد من الاحتجاجات بما في ذلك المظاهرات ضد اعتقال محمود خليل وإضاءة شجرة عيد الميلاد في مركز روكفلر عام 2023 ردًا على إلغاء احتفالات عيد الميلاد في بيت لحم. وقد نُسب إلى نردين الفضل في التأثير على احتجاجات الحرب على غزة في الولايات المتحدة، بما في ذلك احتجاجات الطلاب.
في أكتوبر 2023، تحدثت عن النشاط في حدث فلسطين تتحدث للنساء في الجمعية الأمريكية الإسلامية، مشيرة إلى أن النساء المسلمات غالبًا ما يتعرضن لجرائم الكراهية.
في فبراير 2024، ألقي القبض على نردين أثناء احتجاجها خارج جامعة كولومبيا. وفي الشهر التالي، انتقدت نردين عملية السلام الإسرائيلية الفلسطينية وأيدت المقاومة المسلحة ضد إسرائيل في حدث نظّم لطلاب جامعة كولومبيا. بعد زفافها في أبريل، زارت نردين معسكر طلاب جامعة كولومبيا مرتدية ثوب زفافها لتقديم الدعم. وتحدثت لاحقًا في ليلة افتتاح منزل هند، وهو معرض فني يخلد ذكرى المعسكر. لقد منعتها جامعة كولومبيا من دخول الحرم الجامعي.
في يونيو 2024، احتجت منظمة في حياتنا على معرض يخلد ذكرى «هجوم تجمع سوبر نوفا سوكوت» في مدينة نيويورك. ألقت نردين كلمة أشارت فيها إلى نوفا بأنها «المكان الذي قرر الصهاينة إقامة حفلات صاخبة فيه بجوار معسكر اعتقال»، ووصفت المعرض بأنه «دعاية صهيونية لتبرير القتل الجماعي للشعب الفلسطيني». كما أدانت مجزرة النصيرات التي وقعت قبل أسبوع. وتعرض الاحتجاج لانتقادات من مسؤولين حكوميين، بما في ذلك النائبة ألكساندريا أوكاسيو كورتيز، ووصفوه بأنه معادٍ للسامية. ردًا على الانتقادات العلنية التي وجهت إلى أحد أعضاء مجموعة في حياتنا بسبب مطالبته الصهاينة بمغادرة عربة المترو، غردت نردين أن مجموعتها لا تريد الصهاينة «في فلسطين، أو مدينة نيويورك، أو مدارسنا، أو في القطار، أو في أي مكان آخر».
تُعدّ نردين جزءًا من دعوى قضائية رفعتها منظمة كير ضد شرطة نيويورك بسبب سلوكها أثناء احتجاجات الحرب على غزة في أكتوبر 2023. بعد احتجاجات يوم النكبة عام 2024، اتهمت نردين إدارة شرطة مدينة نيويورك (NYPD) بالوحشية الشرطية، بما في ذلك الاعتداءات والاعتقالات العنيفة وتدمير الممتلكات والتحريض على الصراع. بعد احتجاج يونيو 2024 في متحف بروكلين، هايبراليرجيك والديمقراطية الآن! وأفادت التقارير أن شرطة نيويورك تعاملت مع نردين ونزعت عنها الحجاب. بالإضافة إلى ذلك، انتقدت نردين رد فعل شرطة نيويورك على هجوم الغوغاء المؤيدين لإسرائيل في بروكلين عام 2025، مشيرةً إلى أنهم ساهموا فيه بدلاً من إيقافه.

## الآراء السياسية
تؤمن نردين بحق الشعب الفلسطيني في المقاومة المسلحة، مؤكدة أنها لعبت دوراً دائماً في الحركات الثورية. وصفت استخدامها لعبارة «بأي وسيلة ضرورية» بأنها إشارة إلى مالكولم إكس. تعتقد نردين أن حل الدولتين غير قابل للتطبيق وأن إسرائيل وفلسطين تعملان بالفعل كدولة واحدة تحت السيطرة الإسرائيلية. لقد أيدت حق العودة الفلسطيني. أدانت نردين السياسيين الديمقراطيين، بما في ذلك جو بايدن وكامالا هاريس، بسبب دعمهما لإسرائيل. تعتقد نردين أن أوكرانيا هي «مشروع مدعوم من الغرب ومدعوم بمصالح جيوسياسية ومدعوم بالإمبراطورية» وأن أوكرانيا وفلسطين «ليستا نفس الصراع».

## الاستقبال
يعود الفضل إلى نردين في لعب دور في تحفيز الاحتجاجات ضد الحرب على غزة في جميع أنحاء الولايات المتحدة، بما في ذلك في الحرم الجامعي. أشارت صحيفة نيويورك تايمز إلى نردين باعتبارها «ناشطة بارزة»، بينما وصفتها شبكة إن بي سي نيوز بأنها «رمزية» للحركة الشعبية المؤيدة لفلسطين في الولايات المتحدة. أشادت صحيفة موندويس بتنظيم نردين ووصفته بأنه «مثير للإعجاب» و«لا هوادة فيه». وتعتبر نردين ومنظمة التحرير الفلسطينية أقل اعتدالاً من غيرهم من الناشطين المؤيدين لفلسطين. صرحت سارا شولمان أن آراء نردين مبنية على تجاربها: «إذا كنت أنا، وكانت هذه عائلتي هي التي تعرضت للوحشية والقتل، هل كنت سأفعل هذا؟»
أغلقت شركة ميتا حسابات في حياتنا ونردين على إنستغرام في فبراير 2024 بزعم أنها انتهكت قواعدها ضد الترويج «للمنظمات أو الأفراد الخطرين». وذكرت منظمة هيومن رايتس ووتش أن شركة ميتا تقوم بقمع المحتوى المتعلق بفلسطين.
اتهمت منظمات مؤيدة لإسرائيل مثل رابطة مكافحة التشهير، وكاناري ميشن، ومنظمة أوقفوا معاداة السامية، نردين بمعاداة السامية. انتقدت نردين معاداة السامية وصرحت بأنها معادية للصهيونية، وليست معادية للسامية. وبحسب نردين، فإن اتهامات معاداة السامية تُوجه بشكل غير عادل ضد النشطاء المؤيدين لفلسطين. في يناير/كانون الثاني 2025، غردت جماعة بيتار الصهيونية اليمينية المتطرفة بأنها ستمنح 1،800 دولار لأي شخص يسلم جهاز استدعاء نردين، في إشارة إلى هجمات الأجهزة الإلكترونية في لبنان عام 2024 والتي تم تفسيرها على أنها تهديد.